# Parnas (Judentum)
Parnas (ֽֽtalmudisches hebräisch-aramäisch פַּרְנָס, Plural פַּרְנָסִים Parnassim) bezeichnet den Vorsteher einer jüdischen Gemeinde. Der Begriff wurde im Deutschen etwa vom 16. bis mindestens zur Mitte des 19. Jahrhunderts mit „Vorgänger“ oder „Vorgeher“ wiedergegeben. In Franken war zu dieser Zeit der westjiddische und von Parnas abgeleitete Terminus Barnos üblich. In der frühen Neuzeit war der Parnas für die Vermittlung zwischen den jüdischen Gemeinden und den Landesherren zuständig. Zum Teil wurden die Parnassim vom jeweiligen Fürsten eingesetzt.